# SM U–1 (Osztrák–Magyar Monarchia)
Az SM U–1 az Osztrák–Magyar Monarchia Lake-típusú tengeralattjárója volt az első világháborúban. Testvérhajója az SM U–2.

## Pályafutása
1907. július 2-án lefektették a gerincét. 1909. február 10-én vízre bocsátották. 1911. április 15-én szolgálatba állították. Egy hónap alatt kb. 10 gyakorló utat tett meg. Augusztus 20. és 25. között Sebenicóba hajózott.
1914. január 13-án a Fasana-csatornában összeütközött az SMS Sankt Georg cirkálóval és letört a periszkópja. A személyzetét benzingőzmérgezés érte. Május 2-án a parancsnoka öngyilkos lett. 18-án elkezdték a motorok cseréjét, új hajóorrt és egy 3,7 cm-es gyorstüzelő löveget kapott. 1915. március 2-án megtörtént az átépítése utáni első próbaútja. Május 19-20-án végrehajtotta az első háborús bevetését. Júniusban Brioniban szolgált, mint iskolahajó. Szeptember 14. és 20. között Sebenicoba hajózott, és üzemzavar miatt vissza kellett térnie. Október 4-étől ismét Brioniban volt iskolahajó. Decemberben a Trieszti-öbölben őrjáratozott. 1916 januárjában három olasz motoros naszádot (MAS-t) üldözött. Február 8-án a Barcola előtt végrehajtott
egyik merülési manőverkor elveszítette a tőkesúlyát.
1918. január 11-én törölték a Flotta aktív hajóinak jegyzékéből, és Brioniba helyezték, mint iskolahajót, immár harmadszor. 1920-ban Olaszországnak ítélték. Később Pólában szétbontották.

## Parancsnokok
| Név                          | Rang           | Hivatal kezdete      | Hivatal vége         |
| ---------------------------- | -------------- | -------------------- | -------------------- |
| Egon Marchetti               | sorhajóhadnagy | 1911. április 15.    | 1911. szeptember 20. |
| Otto Zeidler                 | sorhajóhadnagy | 1911. szeptember 20. | 1913. július 8.      |
| Narciss Blessich             | sorhajóhadnagy | 1913. július 18.     | 1914. május 2.       |
| Franz Nejebsy                | sorhajóhadnagy | 1914. június 26.     | 1915. december 17.   |
| Klemens Ritter von Bezard    | sorhajóhadnagy | 1915. december 17.   | 1916. május 27.      |
| Franz Nejebsy                | sorhajóhadnagy | 1916. május 27.      | 1917. január 18.     |
| Eugen Hornyák Edler von Horn | sorhajóhadnagy | 1917. január 18.     | 1917. szeptember 13. |
| Othmar Printz                | sorhajóhadnagy | 1918. március 28.    | 1918. október 31.    |